# Jonatan Braut Brunes
Pour les articles homonymes, voir Braut.
Jonatan Braut Brunes, né le 7 août 2000 à Bryne en Norvège, est un footballeur norvégien qui joue au poste d'avant-centre au Raków Częstochowa.

## Biographie

### Débuts professionnels
Né à Bryne en Norvège, Jonatan Braut Brunes cousin de Erling Haaland est formé par le club local du Bryne FK, où il commence sa carrière professionnelle. Il joue son premier match le 16 mai 2016, lors d'une rencontre de deuxième division norvégienne face au KFUM Oslo. Il entre en jeu et son équipe s'incline par un but à zéro. Le 13 décembre 2016 il signe son premier contrat professionnel avec le club.
Le 29 mars 2019 il est prêté au Sola FK (en).

### Lillestrøm SK
Le 5 octobre 2020, il est prêté au Lillestrøm SK jusqu'à la fin de l'année.
Il rejoint le club définitivement en janvier 2021. Il découvre alors l'Eliteserien, l'élite du football norvégien, jouant son premier match le 24 mai, lors de la quatrième journée de la saison 2021 face au Viking FK. Il entre en jeu et marque également son premier but dans l'élite, et pour le Lillestrøm SK. Il ne peut toutefois pas empêcher la défaite de son équipe (1-3 score final). 

### IK Start
En janvier 2022, Braut Brunes est prêté à l'IK Start, le transfert est annoncé dès le 31 décembre 2021.
Il se fait remarquer dès le 4 avril 2022, lors de la première journée de la saison 2022 face à l'Åsane Fotball en réalisant un triplé. Il contribue ainsi à la victoire de son équipe ce jour-là (1-5 score final),. Avec l'IK Start, Brunes se révèle comme un buteur prolifique.

### Strømsgodset IF
Le 3 août 2022, Jonatan Braut Brunes rejoint le Strømsgodset IF. Il signe un contrat courant jusqu'en décembre 2025.
Brunes inscrit son premier but pour le Strømsgodset IF à l'occasion d'un match de championnat contre le Tromsø IL le 9 octobre 2022. Titulaire, il ouvre le score de la tête sur un service de Lars-Christopher Vilsvik. Il ne peut toutefois pas empêcher la défaite des siens (1-2 score final).

### OH Louvain
Le 14 août 2023, Jonatan Braut Brunes rejoint l'OH Louvain. Il signe un contrat de trois ans, soit jusqu'en juin 2026.

### Raków Częstochowa
Le 26 juillet 2024, Jonatan Braut Brunes rejoint le Raków Częstochowa sous la forme d'un prêt d'une saison. Le club dispose d'une option d'achat sur le joueur.

## Statistiques détaillées
| Saison                | Club                     | Championnat           | Championnat | Championnat | Championnat | Coupe(s) nationale(s) | Coupe(s) nationale(s) | Coupe(s) nationale(s) | Total | Total | Total |
| Saison                | Club                     | Division              | M.          | B.          | P.d.        | M.                    | B.                    | P.d.                  | M.    | B.    | P.d.  |
| 2016                  | Bryne FK                 | 1. divisjon           | 1           | 0           | 0           | -                     | -                     | -                     | 1     | 0     | 0     |
| 2017                  | Bryne FK                 | 2. divisjon (en)      | 4           | 1           | 0           | -                     | -                     | -                     | 4     | 1     | 0     |
| 2018                  | Bryne FK                 | 2. divisjon (en)      | 17          | 0           | 0           | 2                     | 0                     | 0                     | 19    | 0     | 0     |
| 2019                  | Bryne FK                 | 2. divisjon (en)      | 12          | 1           | 0           | -                     | -                     | -                     | 12    | 1     | 0     |
| Sous-total            | Sous-total               | Sous-total            | 34          | 2           | 0           | 2                     | 0                     | 0                     | 36    | 2     | 0     |
| 2019                  | Sola FK (en) (prêt)      | 2. divisjon (en)      | 14          | 4           | 0           | 1                     | 0                     | 0                     | 15    | 4     | 0     |
| Sous-total            | Sous-total               | Sous-total            | 14          | 4           | 0           | 1                     | 0                     | 0                     | 15    | 4     | 0     |
| 2020                  | Florø SK (en)            | 2. divisjon (en)      | 13          | 10          | 0           | -                     | -                     | -                     | 13    | 10    | 0     |
| Sous-total            | Sous-total               | Sous-total            | 13          | 10          | 0           | -                     | -                     | -                     | 13    | 10    | 0     |
| 2020                  | Lillestrøm SK (prêt)     | 1. divisjon           | 3           | 0           | 0           | -                     | -                     | -                     | 3     | 0     | 0     |
| 2021                  | Lillestrøm SK            | Eliteserien           | 18          | 1           | 1           | 3                     | 2                     | 0                     | 21    | 3     | 1     |
| Sous-total            | Sous-total               | Sous-total            | 21          | 1           | 1           | 3                     | 2                     | 0                     | 24    | 3     | 1     |
| 2022                  | IK Start (prêt)          | 1. divisjon           | 15          | 12          | 4           | 1                     | 0                     | 0                     | 16    | 12    | 4     |
| Sous-total            | Sous-total               | Sous-total            | 15          | 12          | 4           | 1                     | 0                     | 0                     | 16    | 12    | 4     |
| 2022                  | Strømsgodset IF          | Eliteserien           | 13          | 3           | 0           | -                     | -                     | -                     | 13    | 3     | 0     |
| 2023                  | Strømsgodset IF          | Eliteserien           | 16          | 6           | 2           | 4                     | 5                     | 1                     | 20    | 11    | 3     |
| Sous-total            | Sous-total               | Sous-total            | 29          | 9           | 2           | 4                     | 5                     | 1                     | 33    | 14    | 3     |
| 2023-2024             | OH Louvain               | Jupiler Pro League    | 31          | 3           | 2           | 2                     | 0                     | 0                     | 33    | 3     | 2     |
| 2024-2025             | Raków Częstochowa (prêt) | Jagiellonia Białystok | 32          | 14          | 0           | 0                     | 0                     | 0                     | 32    | 14    | 0     |
| Total sur la carrière | Total sur la carrière    | Total sur la carrière | 189         | 55          | 11          | 13                    | 7                     | 1                     | 202   | 62    | 12    |

## Vie privée
Jonatan Braut Brunes est issu d'une famille de footballeurs. Sa sœur Emma Braut Brunes est également footballeuse et il est le cousin de Erling Haaland ainsi que d'Albert Tjåland (en).